# Messier 58
Messier 58 (také M58 nebo NGC 4579) je spirální galaxie s příčkou v souhvězdí Panny. Objevil ji Charles Messier 15 dubna 1779.
Galaxie je od Země vzdálená okolo 62 milionů světelných let a je součástí Kupy galaxií v Panně.

## Pozorování

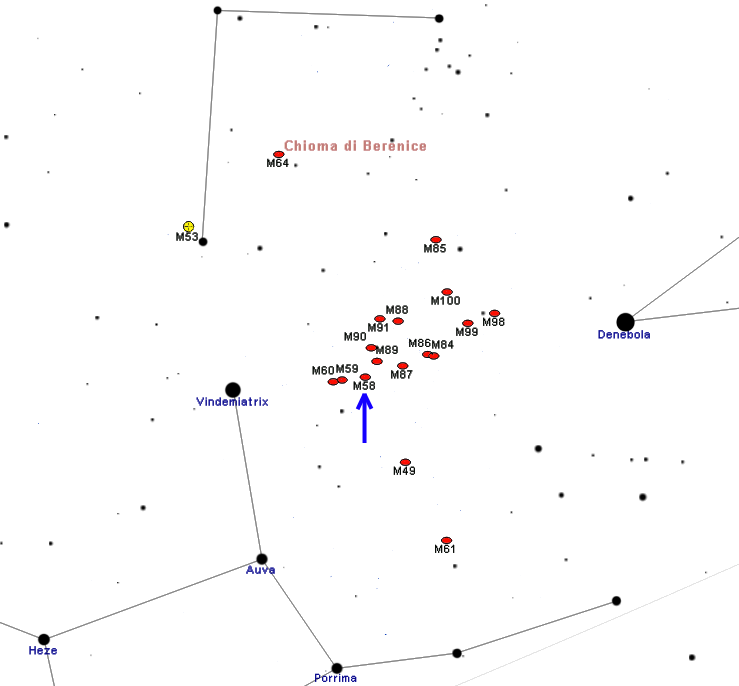
Poloha M 58 v souhvězdí Panny

M58 leží mezi souhvězdími Panny a Vlasů Bereniky v oblasti oblohy bez výrazných hvězd. Je možné ji najít na spojnici hvězd Vindemiatrix (ε Virginis) a Denebola (β Leonis), přibližně v třetině vzdálenosti od ε Virginis. Je na hranici viditelnosti pomocí středně velkých triedrů, jako například 10x50, ve kterých vypadá jako velmi malá jasná skvrnka bez podrobností. Podobně vypadá i v malém hvězdářském dalekohledu o průměru 80 mm. Pro zahlédnutí nějakých podrobností je zapotřebí použít dalekohled o průměru alespoň 200 mm, který ukáže například jasné jádro a rozsáhlé halo o rozměru až 4′.
Galaxii je možné snadno pozorovat z obou zemských polokoulí a ze všech obydlených oblastí Země, protože má pouze mírnou severní deklinaci. Přesto je na severní polokouli lépe pozorovatelná a během jarních nocí tam vychází vysoko na oblohu, zatímco na jižní polokouli v oblastech více vzdálených od rovníku zůstává poněkud níže nad obzorem. Nejvhodnější období pro její pozorování na večerní obloze je od března do července.

## Historie pozorování

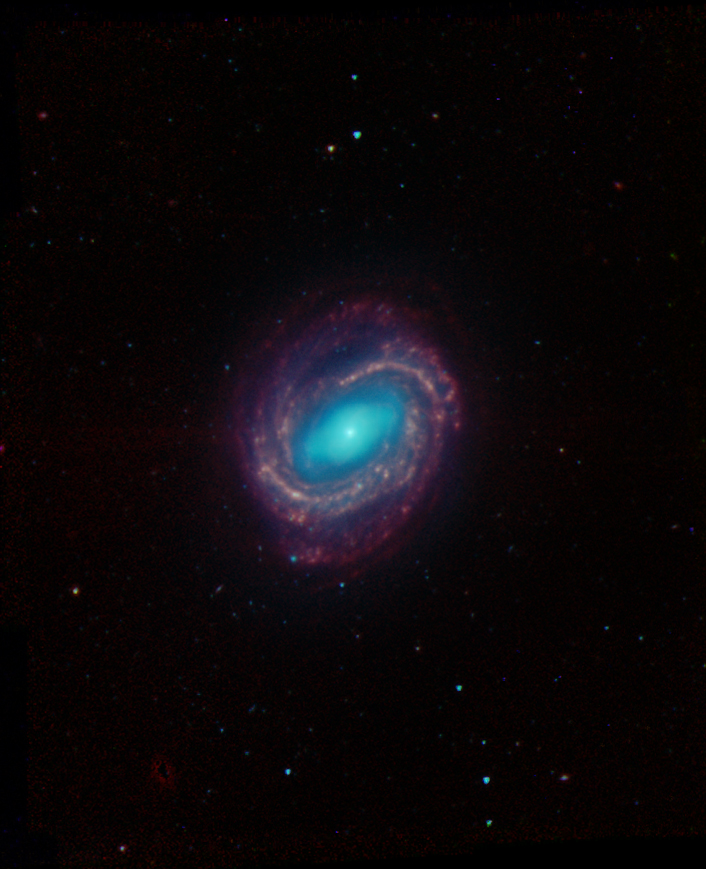
Infračervený snímek, na kterém jsou zřetelná spirální ramena.

M58 je jednou ze čtyř spirálních galaxií s příčkou v Messierově katalogu, dalšími jsou M91, M95 a M109. Některé katalogy ji ovšem uvádí jako přechodný typ mezi obyčejnou a příčkovou spirální galaxií. Messier ji popsal jako mlhovinu bez hvězd, která je tak slabá, že přestává být vidět i při nejmenším náznaku světelného znečištění. Pozoroval ji i John Herschel, který ji popsal jako jasnou rozsáhlou nepravidelně kulatou mlhovinu, která je nejjasnější uprostřed a je velmi zvlněná, jako by byla složená z hvězd. William Parsons v roce 1852 navíc dodal, že se zdá být mírně protažená od jihozápadu na severovýchod.

## Vlastnosti
M58 je od Země vzdálená asi 62 milionů světelných let a je součástí Kupy galaxií v Panně. Mohla by být nejvzdálenějším objektem Messierova katalogu, ale M109 pravděpodobně leží mnohem dále.
Uprostřed této galaxie leží obří černá díra o hmotnosti 70 milionů hmotností Slunce a její celková hmotnost je přibližně 300 miliard hmotností Slunce, takže je srovnatelná s hmotností Mléčné dráhy. Její skutečný průměr je asi 107 000 světelných let, absolutní hvězdná velikost -21,1 a její zdánlivá hvězdná velikost je 9,7.
Od Země se vzdaluje rychlostí 1 680 km/s.

### Supernovy
V této galaxii zatím byly pozorovány 2 supernovy. SN 1988A byla objevena 16. ledna 1988, byla typu II a dosáhla 13,5. magnitudy. SN 1989M byla objevena 28. června 1989, byla typu Ia a dosáhla magnitudy 12,2.

### Knihy
- O'MEARA, Stephen James. Deep Sky Companions: The Messier Objects. New York: Cambridge University Press, 1998. Dostupné online. ISBN 0-521-55332-6. (anglicky)

### Mapy hvězdné oblohy
- Toshimi Taki. Taki's 8.5 Magnitude Star Atlas [online]. 2005 [cit. 2018-04-23]. Dostupné v archivu pořízeném dne 2018-11-05. (anglicky) – Atlas hvězdné oblohy volně stažitelný ve formátu PDF.
- TIRION; RAPPAPORT; LOVI. Uranometria 2000.0 - Volume I - The Northern Hemisphere to -6°. Richmond, Virginia, USA: Willmann-Bell, inc., 1987. Dostupné online. ISBN 0-943396-14-X.
- TIRION; SINNOTT. Sky Atlas 2000.0. 2. vyd. Cambridge, USA: Cambridge University Press, 1998. ISBN 0-933346-90-5.
- TIRION. The Cambridge Star Atlas 2000.0. 3. vyd. Cambridge, USA: Cambridge University Press, 2001. Dostupné online. ISBN 0-521-80084-6.